# جوزيف سيرانو
جوزيف سيرانو (مواليد 18 أبريل 1984) هو ملاكم من بورتوريكو، مثّل بلاده في الألعاب الأولمبية الصيفية 2004.

## روابط خارجية
جوزيف سيرانو على موقع بوكس ريك (الإنجليزية) (registration required)
- جوزيف سيرانو على موقع أوليمبيديا (الإنجليزية)